# Roberto Rivas
Roberto Rivas González (Soyapango, 17 luglio 1941 – San Salvador, 5 febbraio 1972) è stato un calciatore salvadoregno, di ruolo difensore.

## Carriera
Prese parte con la Nazionale salvadoregna ai Giochi Olimpici del 1968 e ai Mondiali del 1970.